# Сравнительное литературоведение
Сравнительное литературоведение (сравнительно-историческое литературоведение) — раздел истории литературы, изучающий международные литературные связи и отношения, сходство и различия между литературно-художественными явлениями в разных странах. По предмету исследования часто пересекается с переводоведением.
Сходные пути развития литературы у разных народов не исключают возможности международных контактов и взаимовлияний и обычно перекрещиваются с ними. Международные литературные связи и взаимодействия представляют категорию историческую и в различных исторических условиях имеют разную интенсивность и принимают разные формы.

## Сходство литературных фактов
Сходство литературных фактов может быть основано на сходстве:
- общественного и культурного развития народов;
- культурных и литературных контактах между этими народами.

Различаются: типологические аналогии литературного процесса и «литературные связи и влияния».

## Предпосылка и предмет сравнительно-исторического литературоведения
Предпосылкой сравнительно-исторического литературоведения является единство социально-исторического развития человечества.
В результате сходных общественных отношений у разных народов в развитии разных литератур в одну историческую эпоху могут наблюдаться историко-типологические аналогии.
Предметом сравнительно-исторического изучения с этой точки зрения могут быть:
1. отдельные литературные произведения;
2. литературные жанры и стили;
3. особенности творчества отдельных писателей;
4. литературные направления.